# Pseudomops aurantiacus
Pseudomops aurantiacus es una especie de cucaracha del género Pseudomops, familia Ectobiidae. Fue descrita científicamente por Saussure & Zehntner en 1893.
Habita en Panamá.